# Tour de França de 1980
L'edició del Tour de França de 1980, 67a edició de la cursa francesa, es disputà entre el 26 de juny i el 21 de juliol de 1980, amb un recorregut de 3.842 km distribuïts en un pròleg i 22 etapes, 2 d'elles amb dos sectors. D'aquestes etapes 6 foren contrarellotges, 4 d'individuals i 2 per equips.
La sortida d'aquesta edició es va fer a Frankfurt, a Alemanya, per continuar recorrent el nord de França, els Pirineus i, finalment, els Alps. Sols aconsegueixen triomfs d'etapa ciclistes de 4 països: França, Bèlgica, els Països Baixos i Irlanda.
El vencedor de les dues edicions anteriors, el francès Bernard Hinault, es veu obligat a abandonar a l'etapa 13, per un fort dolor al genoll, quan anava líder de la cursa. Finalment el vencedor fou el neerlandès Joop Zoetemelk, per davant del seu compatriota Hennie Kuiper i el francès Raymond Martin. Zoetemelk havia quedat, fins aquell moment, 5 vegades en segona posició i finalment aconsegueix la victòria final.
Una de les novetats d'aquesta edició és l'eliminació automàtica dels darrers classificats de la general a l'etapa 14 i 20. Els afectats foren el terrassenc Joan Pujol Pagès i el francès Bernard Quilfen.
Aquest any es crea la Société du Tour, entitat organitzadora del Tour.

## Equips participants
| Equips ciclistes professionals (13)- Renault-Gitane - TI-Raleigh-Creda - Puch-Sem-Campagnolo - Peugeot-Esso-Michelin - DAF Trucks-Lejeune - Splendor-Admiral - Marc-Carlos-V.R.D.-Woningbouw - Miko-Mercier-Vivagel - La Redoute-Motobécane - IJsboerke-Warncke Eis - Boston-IFI-Mavic - Teka - Kelme-Gios |
| |

## Resultats

### Classificació general
| \| Classificació general \| Classificació general \| Classificació general \| Classificació general \| Classificació general \| \| Corredor \| Corredor \| Equip \| Temps \| \| \| --------------------- \| ----------------------------- \| ----------------------------- \| --------------------- \| --------------------- \| \| 1r \| Joop Zoetemelk \| TI-Raleigh-Creda \| 109h 19' 14" \| \| \| 2n \| Hennie Kuiper \| Peugeot-Esso-Michelin \| + 6' 55" \| \| \| 3r \| Raymond Martin \| Miko-Mercier-Vivagel \| + 7' 56" \| \| \| 4t \| Johan De Muynck \| Splendor-Admiral \| + 12' 24" \| \| \| 5è \| Joaquim Agostinho \| Puch-Campagnolo-Sem \| + 15' 37" \| \| \| 6è \| Christian Seznec \| Miko-Mercier-Vivagel \| + 16' 16" \| \| \| 7è \| Sven-Åke Nilsson \| Miko-Mercier-Vivagel \| + 16' 33" \| \| \| 8è \| Ludo Peeters \| IJsboerke-Warncke Eis \| + 20' 45" \| \| \| 9è \| Pierre Bazzo \| La Redoute-Motobécane \| + 21' 03" \| \| \| 10è \| Henk Lubberding \| TI-Raleigh-Creda \| + 21' 10" \| \| \| 11è \| Robert Alban \| La Redoute-Motobécane \| + 22' 41" \| \| \| 12è \| Johan van der Velde \| TI-Raleigh-Creda \| + 25' 28" \| \| \| 13è \| Claude Criquielion \| Splendor-Admiral \| + 27' 43" \| \| \| 14è \| Jostein Wilmann \| Puch-Campagnolo-Sem \| + 28' 04" \| \| \| 15è \| Régis Ovion \| Puch-Campagnolo-Sem \| + 29' 48" \| \| \| 16è \| Lucien Van Impe \| Marc-Carlos-V.R.D.-Woningbouw \| + 32' 55" \| \| \| 17è \| Bernard Thévenet \| Teka \| + 32' 59" \| \| \| 18è \| Ludo Loos \| Marc-Carlos-V.R.D.-Woningbouw \| + 36' 36" \| \| \| 19è \| Jo Maas \| DAF Trucks-Lejeune \| + 36' 44" \| \| \| 20è \| Vicent Belda i Vicedo \| Kelme-Gios \| + 42' 42" \| \| \| 21è \| Patrick Busolini \| Puch-Campagnolo-Sem \| + 45' 35" \| \| \| 22è \| Gery Verlinden \| IJsboerke-Warncke Eis \| + 52' 17" \| \| \| 23è \| Ferdinand Julien \| Boston-IFI-Mavic \| + 52' 37" \| \| \| 24è \| Ismael Lejarreta Arrizabalaga \| Teka \| + 54' 05" \| \| \| 25è \| Alberto Fernández Blanco \| Teka \| + 55' 17" \| \| |                               |                               |              |
| |                               |                               |              |
| Fonts: ProCyclingStats Cycling Archives |                               |                               |              |
| Classificació general |                               |                               |              |
| Corredor | Corredor                      | Equip                         | Temps        |
| 1r | Joop Zoetemelk                | TI-Raleigh-Creda              | 109h 19' 14" |
| 2n | Hennie Kuiper                 | Peugeot-Esso-Michelin         | + 6' 55"     |
| 3r | Raymond Martin                | Miko-Mercier-Vivagel          | + 7' 56"     |
| 4t | Johan De Muynck               | Splendor-Admiral              | + 12' 24"    |
| 5è | Joaquim Agostinho             | Puch-Campagnolo-Sem           | + 15' 37"    |
| 6è | Christian Seznec              | Miko-Mercier-Vivagel          | + 16' 16"    |
| 7è | Sven-Åke Nilsson              | Miko-Mercier-Vivagel          | + 16' 33"    |
| 8è | Ludo Peeters                  | IJsboerke-Warncke Eis         | + 20' 45"    |
| 9è | Pierre Bazzo                  | La Redoute-Motobécane         | + 21' 03"    |
| 10è | Henk Lubberding               | TI-Raleigh-Creda              | + 21' 10"    |
| 11è | Robert Alban                  | La Redoute-Motobécane         | + 22' 41"    |
| 12è | Johan van der Velde           | TI-Raleigh-Creda              | + 25' 28"    |
| 13è | Claude Criquielion            | Splendor-Admiral              | + 27' 43"    |
| 14è | Jostein Wilmann               | Puch-Campagnolo-Sem           | + 28' 04"    |
| 15è | Régis Ovion                   | Puch-Campagnolo-Sem           | + 29' 48"    |
| 16è | Lucien Van Impe               | Marc-Carlos-V.R.D.-Woningbouw | + 32' 55"    |
| 17è | Bernard Thévenet              | Teka                          | + 32' 59"    |
| 18è | Ludo Loos                     | Marc-Carlos-V.R.D.-Woningbouw | + 36' 36"    |
| 19è | Jo Maas                       | DAF Trucks-Lejeune            | + 36' 44"    |
| 20è | Vicent Belda i Vicedo         | Kelme-Gios                    | + 42' 42"    |
| 21è | Patrick Busolini              | Puch-Campagnolo-Sem           | + 45' 35"    |
| 22è | Gery Verlinden                | IJsboerke-Warncke Eis         | + 52' 17"    |
| 23è | Ferdinand Julien              | Boston-IFI-Mavic              | + 52' 37"    |
| 24è | Ismael Lejarreta Arrizabalaga | Teka                          | + 54' 05"    |
| 25è | Alberto Fernández Blanco      | Teka                          | + 55' 17"    |

### Gran Premi de la Muntanya
| 1r | Raymond Martin | 223 pts |
| 2n | Ludo Loos      | 162 pts |
| 3r | Ludo Peeters   | 147 pts |

### Classificació de la Regularitat
| 1r | Rudy Pevenage | 194 pts |
| 2n | Sean Kelly    | 153 pts |
| 3r | Ludo Peeters  | 148 pts |

### Classificació per equips
| 1r | Miko-Mercier |

### Altres classificacions
| Millor Jove | Johan van der Velde |

### Etapes
| Etapa      | Data       | Ciutats d'etapa                                             | type                      | Distància (km) | Vencedor de l'etapa | Líder de la general |
| ---------- | ---------- | ----------------------------------------------------------- | ------------------------- | -------------- | ------------------- | ------------------- |
| Pròleg     | 26 de juny | Frankfurt del Main – Frankfurt del Main                     | pròleg                    | 7,6            | Bernard Hinault     | Bernard Hinault     |
| 1a a etapa | 27 de juny | Frankfurt del Main – Wiesbaden                              | etapa plana               | 133            | Jan Raas            | Bernard Hinault     |
| 1a b etapa | 27 de juny | Wiesbaden – Frankfurt del Main                              | contrarellotge per equips | 45,8           | TI-Raleigh-Creda    | Gerrie Knetemann    |
| 2a etapa   | 28 de juny | Frankfurt del Main – Metz                                   | etapa plana               | 276            | Rudy Pevenage       | Yvon Bertin         |
| 3a etapa   | 29 de juny | Metz – Lieja                                                | etapa plana               | 282,5          | Henk Lubberding     | Rudy Pevenage       |
| 4a etapa   | 30 de juny | Circuit de Spa-Francorchamps – Circuit de Spa-Francorchamps | contrarellotge individual | 34,6           | Bernard Hinault     | Rudy Pevenage       |
| 5a etapa   | 1 de jul   | Lieja – Lilla                                               | etapa plana               | 236,5          | Bernard Hinault     | Rudy Pevenage       |
| 6a etapa   | 2 de jul   | Lilla – Compiègne                                           | etapa plana               | 215,6          | Jean-Louis Gauthier | Rudy Pevenage       |
| 7a a etapa | 3 de jul   | Compiègne – Beauvais                                        | contrarellotge per equips | 65             | TI-Raleigh-Creda    | Rudy Pevenage       |
| 7a b etapa | 3 de jul   | Beauvais – Rouen                                            | etapa plana               | 92             | Jan Raas            | Rudy Pevenage       |
| 8a etapa   | 4 de jul   | Flers – Sant-Maloù                                          | etapa plana               | 164,2          | Bert Oosterbosch    | Rudy Pevenage       |
| 9a etapa   | 6 de jul   | Sant-Maloù – Nantes                                         | etapa plana               | 205,3          | Jan Raas            | Rudy Pevenage       |
| 10a etapa  | 7 de jul   | Ròchafòrt – Bordeus                                         | etapa plana               | 163            | Cees Priem          | Rudy Pevenage       |
| 11a etapa  | 8 de jul   | Damasan – La Pluma                                          | contrarellotge individual | 51,8           | Joop Zoetemelk      | Bernard Hinault     |
| 12a etapa  | 9 de jul   | Agen – Pau                                                  | etapa plana               | 194,1          | Gerrie Knetemann    | Bernard Hinault     |
| 13a etapa  | 10 de jul  | Pau – Banhèras de Luishon                                   | etapa de muntanya         | 200,4          | Raymond Martin      | Joop Zoetemelk      |
| 14a etapa  | 11 de jul  | Lesinhan de las Corbièras – Montpeller                      | etapa plana               | 189,5          | Ludo Peeters        | Joop Zoetemelk      |
| 15a etapa  | 12 de jul  | Montpeller – Lo Martegue                                    | etapa plana               | 160            | Bernard Vallet      | Joop Zoetemelk      |
| 16a etapa  | 13 de jul  | Tretz – Pra-Loup                                            | etapa de muntanya         | 208,6          | Jos Deschoenmaecker | Joop Zoetemelk      |
| 17a etapa  | 14 de jul  | Serre Chevalier – Morzena                                   | etapa de muntanya         | 242            | Mariano Martínez    | Joop Zoetemelk      |
| 18a etapa  | 16 de jul  | Morzena                                                     | etapa de muntanya         | 198,8          | Ludo Loos           | Joop Zoetemelk      |
| 19a etapa  | 17 de jul  | Voreppe – Saint-Étienne                                     | etapa de mitja muntanya   | 139,7          | Sean Kelly          | Joop Zoetemelk      |
| 20a etapa  | 18 de jul  | Saint-Étienne – Saint-Étienne                               | contrarellotge individual | 34,5           | Joop Zoetemelk      | Joop Zoetemelk      |
| 21a etapa  | 19 de jul  | Auxerre – Fontenay-sous-Bois                                | etapa plana               | 208            | Sean Kelly          | Joop Zoetemelk      |
| 22a etapa  | 20 de jul  | Fontenay-sous-Bois – París                                  | etapa plana               | 186,1          | Pol Verschuere      | Joop Zoetemelk      |